# DJ Blaster
Carlos López, conocido en el medio artístico como DJ Blaster (El Bronx, Nueva York; 31 de octubre de 1971) es un DJ, productor y arreglista del género Reguetón. Sus discos se caracterizan por reunir una gran cantidad de artistas y producir o coproducir los instrumentales de cada canción de esos álbumes.
Entre los artistas que han formado parte de sus proyectos se encuentran Zion & Lennox, Jowell & Randy, Lito MC Cassidy, Don Chezina (en el ámbito secular) y Rey Pirin, Redimi2, Alex Zurdo, Manny Montes, Bengie, Goyo, Melvin Ayala (hermano de Daddy Yankee), Christine D'Clario, entre otros (desde su conversión al cristianismo).
Estuvo nominado en 2012 como Productor del año en los Premios AMCL.

## Biografía
Carlos López nació un 31 de octubre en la ciudad de New York. Cursó estudios de Psicología en la Universidad de la ciudad de Texas.
Antes del 2005, DJ Blaster fue conocido como DJ Dynamite, productor musical pionero del Reggaeton conocido por sus producciones del vol. 1-3 y su trabajo en las primeras producciones de DJ Joe.
Desde que inició su carrera artística, por más de dos décadas, ha trabajado en producciones musicales en las cuales ha colaborado con grandes exponentes del género Reguetón como Daddy Yankee y Don Omar. Lanzó su primer álbum titulado Contra Todos, donde participaron Zion & Lennox, Jowell & Randy, Lito MC Cassidy, Don Chezina, entre otros.
Desde el 2004, se convirtió al cristianismo y trabaja en la música sacra. Su segunda producción registrada (primera categorizada como cristiana) llamada Vivencias, contó con la participación de más de 20 artistas. Fue lanzado con el sello Musical Productions.
En 2006, lanzó un álbum educativo llamado Las Tablas de Multiplicar, en colaboración del reconocido sello en género urbano Machete Music. Ese mismo año, formaría su propio sello musical llamado Mamboteo Music, del cual erigieron muchos exponentes de música urbana cristiana como Daniel El Valiente y Onix El Centinela, Michelle FDS, Juny Revelation, Josue Da Melody, Nefty, M.I.D. (Mensajeros Indomables), Revelación Divina, 2BLEJ, Yavier Luisan, Swing Latino, asimismo, sus álbumes colaborativos sirvieron para posicionar en Puerto Rico y Latinoamérica a artistas como Redimi2, Manny Montes, Alex Zurdo, Bengie, Goyo, Joel Upperground, Albert & Marc, Vladimir & Jaycob (Marc & Jaycob, quienes en la actualidad son el exitoso dueto productor Los Legendarios), Melvin Ayala, Marvin Lara, Danny García, entre otros.
Ha participado en varias producciones como arreglista, entre las que destacan Unidos del dúo Unción Tropical, exintegrantes de Grupo Manía, igualmente, realizado mezclas para Juanes (Camisa Negra Remix), Revolución de Redimi2 (Yo No Canto Basura Remix) y en el programa radial tuversion.com.
En 2007, dirigió el programa "Reggaeton Flow", en la emisora de Reguetón 94, "un espacio no sólo a los reggaetoneros cristianos, sino además a cantantes del género secular como Wisin & Yandel y Don Omar, entre otros, con una canción que aporte algo con su mensaje", refiriéndose a "Torre de Babel", canción de reggaeton con mensaje positivo interpretado por Wisin y Yandel, y David Bisbal,  así como lo definió, Oscar Medina, productor del programa.
En años posteriores, por más de una década DJ Blaster produjo álbumes colaborativos donde participaron diversos artistas, entre los que destacan La India, Anaís, Jossie Esteban, Abraham Velázquez, René González, Christine D'Clario, Kirk Franklin, Indiomar, Ariel Kelly, Ivan 2Filoz, Aposento Alto, Valette el Patriarca, entre otros.
Actualmente, se dedica a realizar lives en sus redes sociales para transmitir mezclas como DJ en vivo bajo el nombre de Vegas 86.

## Discografía

### Como anfitrión y organizador del álbum
| - 2004: DJ Blaster presenta Contra Todos - 2005: DJ Blaster presenta Vivencias - 2005: DJ Blaster presenta La Verdad - 2006: Las Tablas de Multiplicar - 2006: Los Bravos - 2007: Los Nuevos Talentos de Mamboteo Music - 2007: MID: Mensajeros Indomables - 2007: Mix One & Mamboteo Music presentan El Ministerio - 2008: Las Promesas [Doble CD] - 2008: Las Primicias - 2009: DJ Blaster & Latin Music Group presentan Misión Unida - 2009: Soul Food - 2009: Las Primicias Special Edition - 2009: Another Level | - 2010: United One World - 2012: Alabanza Urbana - 2012: Los 4 L-mentos - 2012: DJ Blaster y DG Music presentan Los K-mbiamentes - 2013: Soul Food [Retro Edition] - 2013: DJ Blaster & T-Tanic Music presentan Visión de Reino - 2013: Los 4 L-mentos Upgrade - 2014: Sueños - 2014: Odres Nuevos - 2014: 3Logia - 2014: Mi Trayectoria - 2016: Sr. López - El Legado - 2018: Mi Lucha - 2020: Revival The Movement |

### Como productor invitado
- 2005: Con Propósito / Alex Zurdo (Todo el álbum)
- 2005: Flow Divino / Special Eric (Todo el álbum)
- 2005: Transformación Industrial / Goyo (Algunos temas)
- 2005: Los Inmortales / Manny Montes (Tema "Esto es pa gozarse" de Rey Pirin)
- 2005: Euforia / Joel Upperground (Algunos temas)
- 2005: Unidos / Unción Tropical (Tema: "Unidos" interpretado por Rey Pirin, Lion Sama y Unción Tropical, remezcla "Yo tengo un Dios" de Unción Tropical)
- 2005: Reggaeton 100x35 / Bimbo El Oso Mañoso (Algunos temas)
- 2005: Los K-Becillas / Master Joe & OG Black (Algunos temas)
- 2006: Revolución / Redimi2 (Tema: "Yo no canto basura Reggaeton Remix" de Redimi2)
- 2006: Linaje Escogido / All Star Records (Tema: "Digan lo que digan" de Mr. Boy)
- 2006: Distinto y Diferente / Lil Pito (Algunos temas)
- 2006: Soy Diferente / La India ("Madre e Hija")
- 2007: Con Valentía / Daniel & Onix (Todo el álbum)
- 2007: A fuego con la Palabra / Dr. P & Sociedades Bíblicas (Tema "Metales" de Valette El Patriarca junto a Onix El Centinela)
- 2007: Holy Crew 2 / PBC & MC Charles (Tema "Alto a la violencia" de LPC & El Emma)
- 2007: Faith Family / Rey Pirin (Tema "Zumba" de Rey Pirin)
- 2008: Tiempo Perfecto / El Chal (Todo el álbum)
- 2009: Los 7 Magníficos / Louis Santiago (Temas "Lo nuevo en la emisora" de Louis Santiago, "Rumores de Guerra" de Louis Santiago junto a Lennox)
- 2009: SLR Ministries presentan: Los Transformerz (Mezclado y masterizado del álbum)
- 2010: Expansión / Daniel & Onix (Todo el álbum)
- 2010: Jaydan, Willito & DJ Blaster presentan El Cuadrilatero Round One (Tema Una Vida Entera con AC "The First Lady")
- 2010: Así Son Las Cosas / Alex Zurdo (Tema "Vívelo" de Alex Zurdo con Redimi2)
- 2012: Cristonita Recharged / Sugar (Tema "Defecto Perfecto" de Sugar)
- 2013: Love HD / Melvin Ayala (Algunos temas)

## Premios y reconocimientos
- Praise Music Awards 2009: Estudio de música Urbana por The room by DJ Blaster [20]